# Songtsen Gampo
Songtsen Gampo (chữ Tạng: སྲོང་བཙན་སྒམ་པོ།; chữ Hán: 松贊干布, bính âm: Sōngzàn Gānbù, Hán Việt: Tùng Tán Cán Bố, 605?–649) là vị vua thứ 33 của người Tạng tại thung lũng Yarlung, ông đã thống nhất các bộ tộc người Tạng và trở thành Tán phổ (Hoàng đế) đầu tiên của Đế quốc Thổ Phồn.
Songtsen Gampo được xem là quân chủ vĩ đại nhất của người Tạng, ngoài việc mở rộng lãnh thổ, ông đã rời đô về Lhasa (thủ phủ của Tây Tạng cho đến ngày nay), thiết lập hệ thống luật pháp, chính trị, quân sự và kinh tế, tạo nền móng vững chắc cho sự thịnh vượng của Thổ Phồn. Ông được xem là người đã đem Phật giáo đến Tạng và đóng vai trò quan trọng trong sự ra đời của chữ Tạng, giúp tiếng Tạng trở thành ngôn ngữ nói và viết chính thức tại cao nguyên Thanh Tạng.
Năm sinh và năm lên ngôi của Songtsen Gampo chưa được làm rõ, quan điểm được đồng nhất là ông sinh vào năm Sửu, tức là một trong những năm: 557, 569, 581, 593, 605 hoặc 617 . Ông được cho là đã lên ngôi vào năm 12 tuổi, theo đó ông lên ngôi muộn nhất vào khoảng năm 629 .

## Cuộc đời

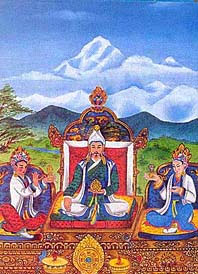
Songtsen Gampo cùng các Văn Thành công chúa và Bhrikuti Devi.

### Giai đoạn ban đầu
Songtsen Gampo sinh ra tại cung điện Gyama tại Meldro, nằm về phía đông bắc Lhasa ngày nay , với tên khai sinh là Tri Songtsen. Các sử liệu Hán văn như Cựu Đường thư, Tân Đường thư miêu tả Songtsen Gampo là người có tính tình khẳng khái, vũ dũng và có nhiều anh lược . Cha ông Namri Songtsen trong thời gian trị vì đã chinh phục nhiều tiểu quốc lân cận, tuy nhiên lại bị ám sát vào năm 618, dẫn đến việc nhiều nước chư hầu như Tượng Hùng, Sumpa (Nữ Quốc) nổi dậy. Songtsen Gampo 12 tuổi lên ngôi, được Đại tướng Nyang Mangpoje Shangnang phò tá, phát binh trấn áp phản loạn, đem phản đồ ra diệt tộc, củng cố chính quyền của người Tạng .
Nhằm quản lý các vùng đất chinh phục được tốt hơn, Songtsen Gampo ra quyết định rời thủ phủ từ Qonggyai về Lhasa. Ông kế thừa di chí của thân phụ, không ngừng khuếch trương đối ngoại, Kham và Amdo lần lượt được sáp nhập, Thổ Phồn trở thành một cường quốc tại cao nguyên Thanh Tạng, biên giới phía đông tiếp giáp với Thổ Dục Hồn và nhà Đường.
Sau đó ông cử Gar Tongtsen Yulsung đem sính lễ tới Nepal (vương quốc Licchavi) cầu hôn ước. Vua Amshuverma ban đầu cho rằng Thổ Phồn là nơi hoang dã, không tin vào Phật pháp nên cự tuyệt. Gar Tongtsen đem quân bức hôn, vua Amshuverma buộc phải gả công chúa Bhrikuti Devi cho Songtsen Gampo, đồng thời đem tặng ba bức tượng Phật, trong đó có Thích Ca Mâu Ni và Bất Động Minh Vương .
Đại tướng Nyang Mangpoje lập nhiều chiến công, sau lại phụ chính khi Songtsen Gampo còn nhỏ, khiến một trọng thần khác là Khyungpo Pungse Sutse sinh lòng ganh tị. Pungse vu cho Mangpoje hai lòng, lại nói với Mangpoje rằng Songtsen Gampo đã hết tín nhiệm. Mangpoje cho là thực, lui về thành trại của mình, không tham gia triều hội nữa. Songtsen Gampo cho là có ý tạo phản, sai quân tấn công, giết chết Mangpoje .

### Quan hệ với nhà Đường
Năm 634, Songtsen Gampo biết tin cả Göktürk và Thổ Dục Hồn đều kết hôn với các công chúa nhà Đường, nên phái người sang sứ Trung Hoa cầu hôn ước . Thổ Phồn bấy giờ chưa được coi trọng, nên bị Đường Thái Tông từ chối. Khi ấy vua Thổ Dục Hồn Nặc Hạt Bát cũng tới Trung Hoa triều kiến, sứ thần Thổ Phồn trở về báo với Songtsen Gampo rằng vua Thổ Dục Hồn ở giữa gây khó dễ, khiến triều Đường cự tuyệt hôn ước. Năm 638, Songtsen Gampo cùng Tượng Hùng xuất quân tiến đánh Thổ Dục Hồn . Thổ Dục Hồn không thể chống cự, phải rút về phía bắc hồ Thanh Hải, khu vực thảo nguyên phía nam bị Thổ Phồn chiếm đóng. Songtsen Gampo lại tấn công đất của người Đảng Hạng , kế đó kéo quân tới Tùng Châu (nay là Tùng Phan, Tứ Xuyên) .
Đô đốc Tùng Châu xuất quân nghênh chiến nhưng nhanh chóng bị đánh bại. Thứ sử hai châu Khoát, Nặc (phía bắc Tùng Phan) cùng nhiều bộ tộc người Khương quy hàng Thổ Phồn. Đường Thái Tông lại phái Lại bộ Thượng thư Hầu Quân Tập đem quân ra đánh. Ngưu Tiến Đạt đi tiên phong, nhân khi ban đêm tấn công, giết hơn ngàn người, ép lui quân quân Phồn. Chinh chiến đã lâu, nhiều người thỉnh cầu bãi binh nhưng Songtsen Gampo khước từ, đến khi tám đại thần đe dọa tự sát ông mới đồng ý , quân Thổ Phồn cũng rút khỏi các vùng chiếm đóng tại     
| Lịch sử Tây Tạng |
| --- |
| Cổ đạiThời kỳ đồ đá mới Tượng Hùng ~500 TCN–645                                                                                       |
| Thổ Phồn 618–842Thời kỳ phân liệt 842–1253 Guge 1088–1630                                                                             |
| Thời kỳ các giáo phái thống trịSakyapa 1253–1358 ∟ thuộc Nguyên 1271–1354 Phagmodrupa 1354–1618 Rinpungpa 1435–1565 Tsangpa 1565–1642 |
| Chính quyền Ganden Phodrang 1642–1959Hãn quốc Khoshut 1642–1717 Tây Tạng thuộc Thanh 1720–1912 Tây Tạng 1912–1951                     |
| Cộng hòa Nhân dân Trung Hoa 1951–nayKhu tự trị Tây Tạng 1965–nay                                                                      |
| Xem thêm Quân chủ • Niên biểu • Phật giáo Tây Tạng Chính phủ lưu vong Tây Tạng                                                        |
| x t s |

Thổ Dục Hồn và Đảng Hạng. Songtsen Gampo sai Gar Tongsten tới Trường An tạ tội nhân cầu hôn ước, và lần này đã được chấp thuận .
Năm 641, Văn Thành công chúa xuất giá sang Thổ Phồn, đem theo tượng Phật Thích Ca Mâu Ni, trân bảo, kinh thư, kinh điển 360 quyển làm của hồi môn. Songtsen Gampo được nhà Đường phong hiệu "Phò mã Đô úy, Tây Hải quận vương" . Các tài liệu lịch sử tại Tạng lại ghi rằng quân đội Thổ Phồn đã đánh bại quân đội Trung Hoa và Hoàng đế nhà Đường bị ép buộc phải gả công chúa bằng vũ lực .

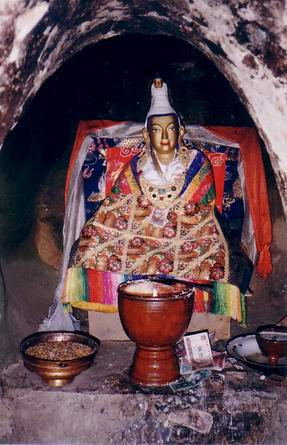
Tượng Songtsen Gampo tại hang Yerpa.

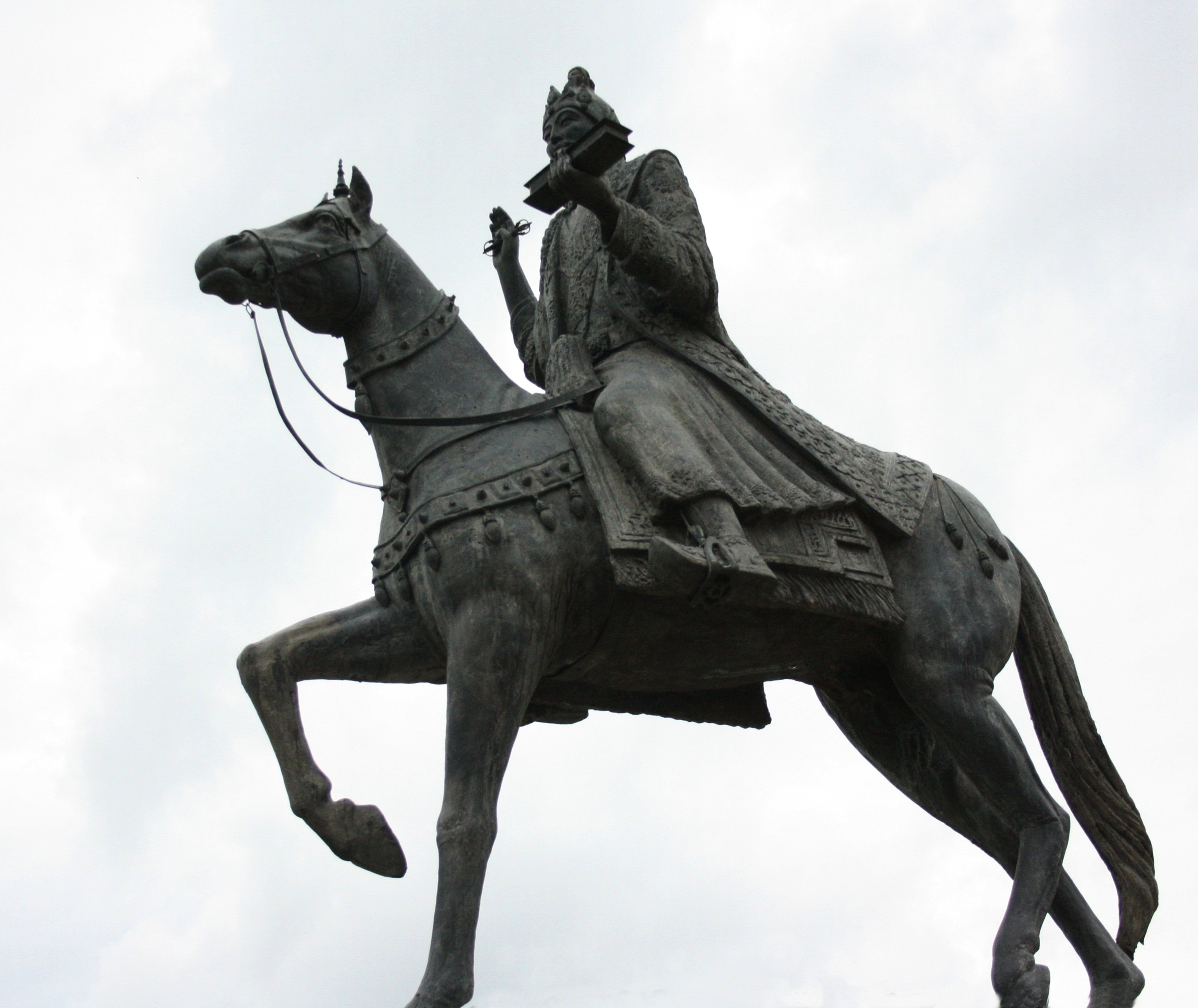
Tượng Songtsen Gampo tại thư viện Songtsen, Dehradun, Ấn Độ.

### Chinh phạt Tượng Hùng
Tượng Hùng nằm về phía tây bắc Thổ Phồn, vua Tượng Hùng khi ấy đã kết hôn với em gái Songtsen Gampo là Sämakar, nên quan hệ song phương ban đầu là đồng minh. Tuy nhiên do sự cường thịnh của Thổ Phồn mà quan hệ đôi bên chuyển biến xấu. Cuối cùng vào năm 642, Songtsen Gampo lấy cớ Sämakar bị thất sủng, tự mình đem quân cùng Gar Tongtsen và Khyungpo Pungse chinh phạt. Mất tới ba năm Thổ Phồn mới giành được thắng lợi vào năm 645, Songtsen Gampo sáp nhập lãnh thổ Tượng Hùng vào Thổ Phồn, chính thức thống nhất cao nguyên Thanh Tạng .
Trước đó vào năm 641, Songtsen Gampo cũng đã can thiệp vào cuộc chiến vương vị tại Nepal và biến Licchavi thành thuộc quốc của Thổ Phồn .

### Xác lập chế độ chính trị, quân sự
Trong khi tại vị, Songtsen Gampo gia tăng quyền uy Thổ Phồn, chia quan lại thành ba bộ, tổng chín người quản lý triều chính, gọi là "Cửu chính vụ đại thần". Đồng thời xây dựng chế độ địa phương, chia Thổ Phồn ra thành năm ru (རུ།, khu vực hành chính); xác lập chế độ yik tsang (ཡིག་ཚངས།), kêu gọi quý tộc cùng bình dân chứng minh thân phận, lại lệnh cho Gar Tongtsen sáng lập chế độ luật pháp . Tuy nhiên, hình pháp dưới thời Songtsen Gampo vô cùng tàn bạo, bao gồm chặt tay, cắt lưỡi, móc mặt, lột da và đổ đồng nóng vào miệng phạm nhân, điều này khiến các học giả Phật giáo hậu thế phi nghị .

### Cuối đời
Năm 647, Chính sử Vương Huyền Sách nhà Đường trên đường đi sứ tới Thiên Trúc Magadha đã đi qua Thổ Phồn. Lúc này vua Harsha đã qua đời, một đại thần tên là Arunashwa cướp lấy vương vị . Arunashwa vốn không thích người Trung Hoa, sai quân tập kích sứ đoàn nhà Đường. Sứ đoàn vốn chỉ có vài chục người, bị bắt giữ hơn ba mươi người, cống phẩm nhiều nước đều bị cướp mất. Chỉ có Vương Huyền Sách chạy trốn được tới biên giới Thổ Phồn, thỉnh cầu xuất binh thảo phạt.
Songtsen Gampo cấp cho Vương Huyền Sách 1.200 quân tinh nhuệ, lại điều thêm 7.000 lính từ Licchavi . Vương Huyền Sách đem quân đánh Magadha, chiến đấu kịch liệt ba ngày, giết hơn 3.000 người, cứu được sứ đoàn nhà Đường. Arunashwa chạy trốn, tụ tập tàn binh tái chiến nhưng thất bại và bị bắt giữ. Tàn binh do Vương phi lãnh đạo sau đó cũng bị đánh tan, tù binh bị bắt hơn 12.000 người, tạp súc 3 vạn, hơn 580 thành quy hàng .

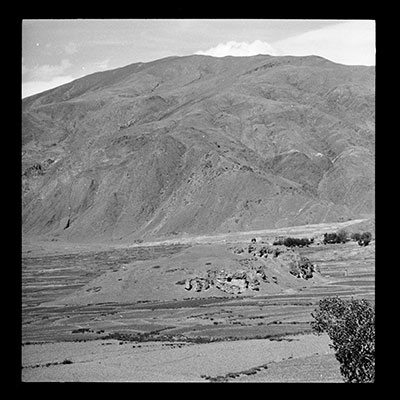
Lăng tẩm Songtsen Gampo tại thung lũng Chongye, 1949.

Vương Huyền Sách cùng đoàn sứ áp giải Arunashwa về Trường An . Thiên Trúc sau đó bị người Tạng chiếm đóng, nhưng vốn là người vùng cao nên họ không thể làm quen được với khí hậu nóng ở đây, nhanh chóng rút về, chỉ gộp một phần phía bắc Magadha vào lãnh thổ của mình .
Năm 649, Đường Cao Tông lên ngôi, phong hiệu cho Songtsen Gampo làm "Tây Hải Quận Vương".
Songtsen Gampo qua đời cùng năm 649 . Có nhiều giả thuyết được đưa ra về cái chết của ông: có thuyết cho rằng Công chúa Bhrikuti dính phải ôn dịch đã lây bệnh cho ông, không bao lâu sau thì qua đời ; thuyết khác lại cho rằng ông bị giáo chúng Bön giáo, vốn thù địch với Phật giáo, ám hại . Người Tạng năm sau đó cử hành tế tự công khai , lễ táng vô cùng long trọng, chôn cất tại Tán Phổ vương lăng, thung lũng Chongye .
Do con trai Songtsen Gampo là Gungri Gungtsen đã qua đời trước đó, cháu trai ông là Mangsong Mangtsen kế vị Tán Phổ, Đại tướng Gar Tongtsen Yulsung nhiếp chính.

## Gia quyến
- Cha: Namri Songtsen.
- Mẹ: Driza Tökarma [34].
- Anh em trai:

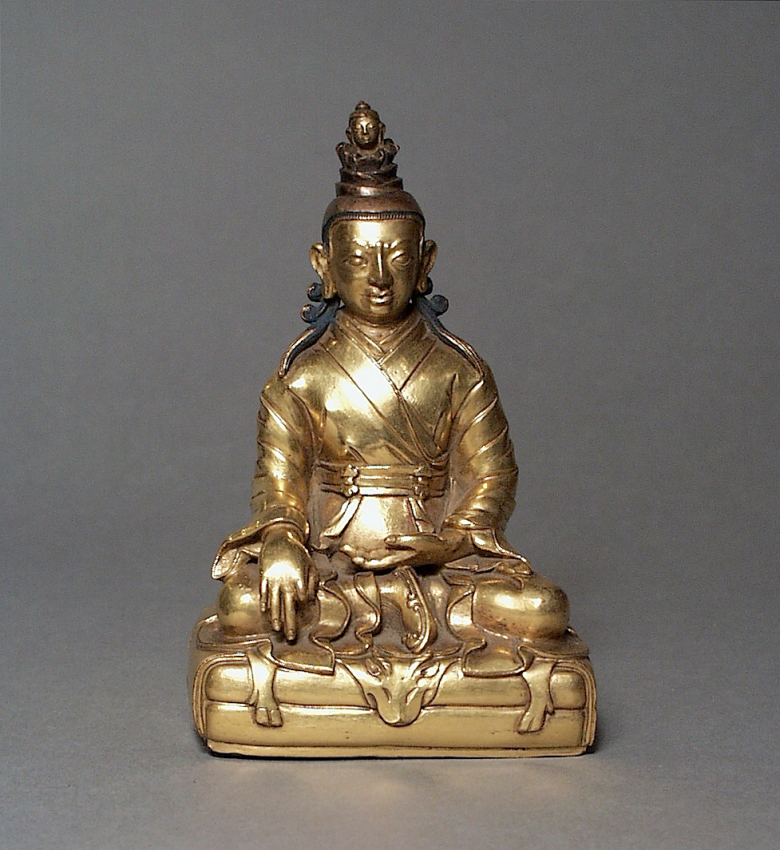
Tượng điêu khắc Songtsen Gampo bằng đồng mạ vàng tại Ü-Tsang, thế kỷ 17.

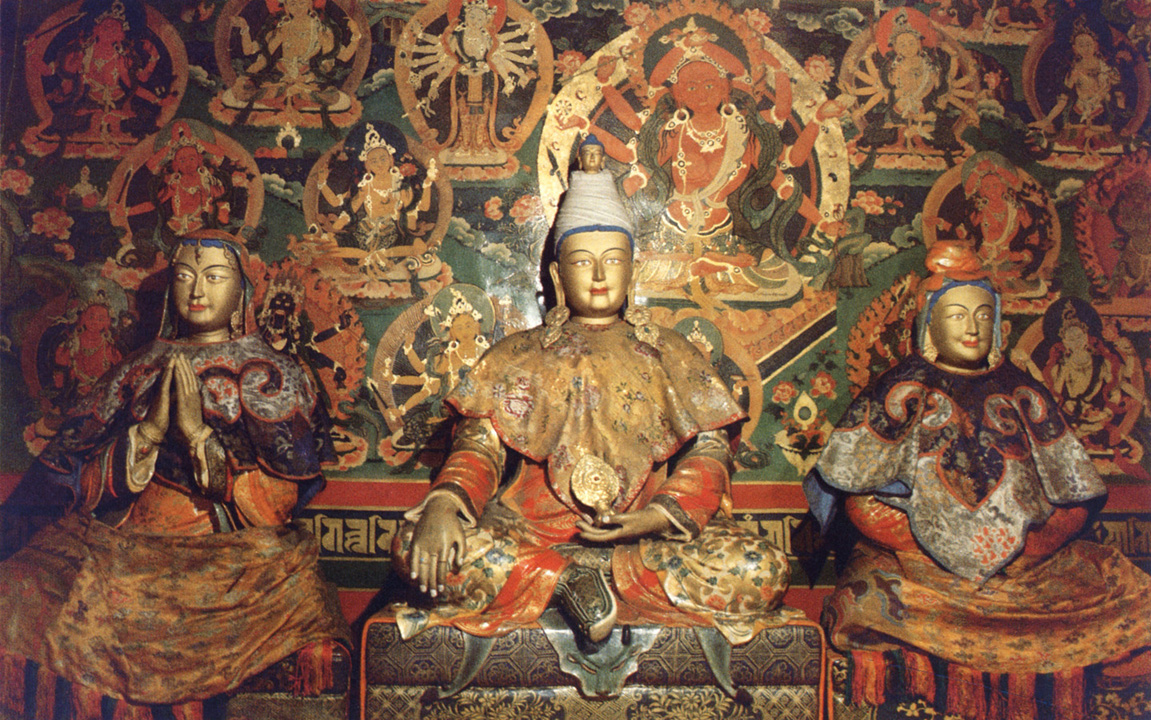
Songtsen Gampo (giữa), Văn Thành công chúa (phải) và Bhrikuti Devi (trái).

  - Tsensong, phản bội và bị giết khoảng năm 641, ngoài ra không có nhiều thông tin [35][36].
- Chị em gái: 
  - Sämakar.
- Thê thiếp [37]:
  - Belmoza Tritsün (བལ་མོ་བཟ་ཁྲི་བཙུན་, Phu nhân Nepal), công chúa Nepal Bhrikuti Devi.
  - Gyamoza (རྒྱ་མོ་བཟའ་, người vợ Trung Hoa), Văn Thành công chúa nhà Đường.
  - Mongza (མོང་བཟའ་, người vợ tộc Mong), quý tộc người Tạng, được xem là mẹ của Gungri Gungtsen.
  - Minyakza (མི་ཉག་བཟའ, người vợ Đảng Hạng), quý tộc Đảng Hạng.
  - Một người vợ quý tộc Tượng Hùng.
  - và một người vợ Tạng khác.
- Con:
  - Gungri Gungtsen.
- Cháu: 
  - Mangsong Mangtsen.

## Truyền nhập Phật giáo

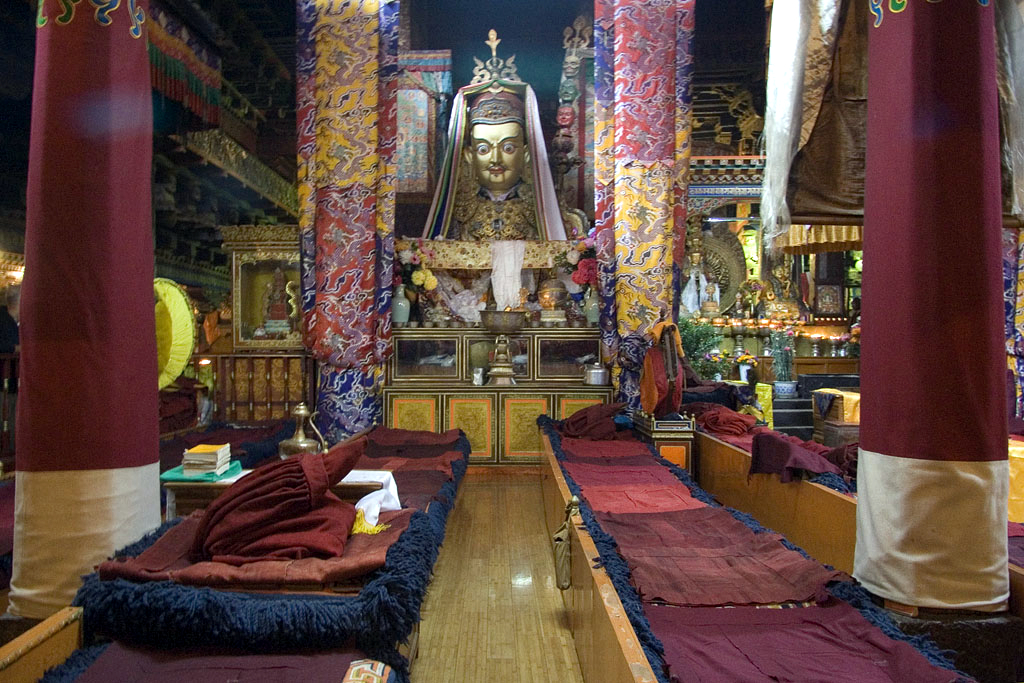
Jokhang (Chùa Đại Chiêu), được xây dựng bởi Songtsen Gampo và Bhrikuti Devi.

Songtsen Gampo được xem như là người đầu tiên đã đem Phật giáo tới với người Tạng. Ông đã cho xây nhiều ngôi chùa Phật giáo, bao gồm Jokhang (Chùa Đại Chiêu) tại Lhasa, thủ phủ truyền thống của người Tạng được thiết lập bởi Songtsen Gampo , và chùa Tradruk tại Nêdong. Trong thời kỳ trị vì của Songtsen Gampo, thư văn Phật giáo tiếng Phạn bắt đầu được dịch sang tiếng Tạng .
Songtsen Gampo được xem là một trong "Tam Đại Pháp Vương Thổ Phồn" bên cạnh Trisong Detsen và Ralpacan .
Cuốn Người nắm giữ Bạch Liên cho rằng cũng như các Dalai Lama sau này, Songtsen Gampo là hóa thân của Quán Thế Âm Bồ Tát . Bắt đầu từ thế kỷ thứ 11, ông được nhìn nhận như là một Pháp Luân Thánh Vương, luân hồi của Quán Thế Âm trong văn học Phật giáo . Hai người vợ của ông là Bhrikuti Devi và Văn Thành công chúa đều được xem là hóa thân của Đa La Bồ Tát .

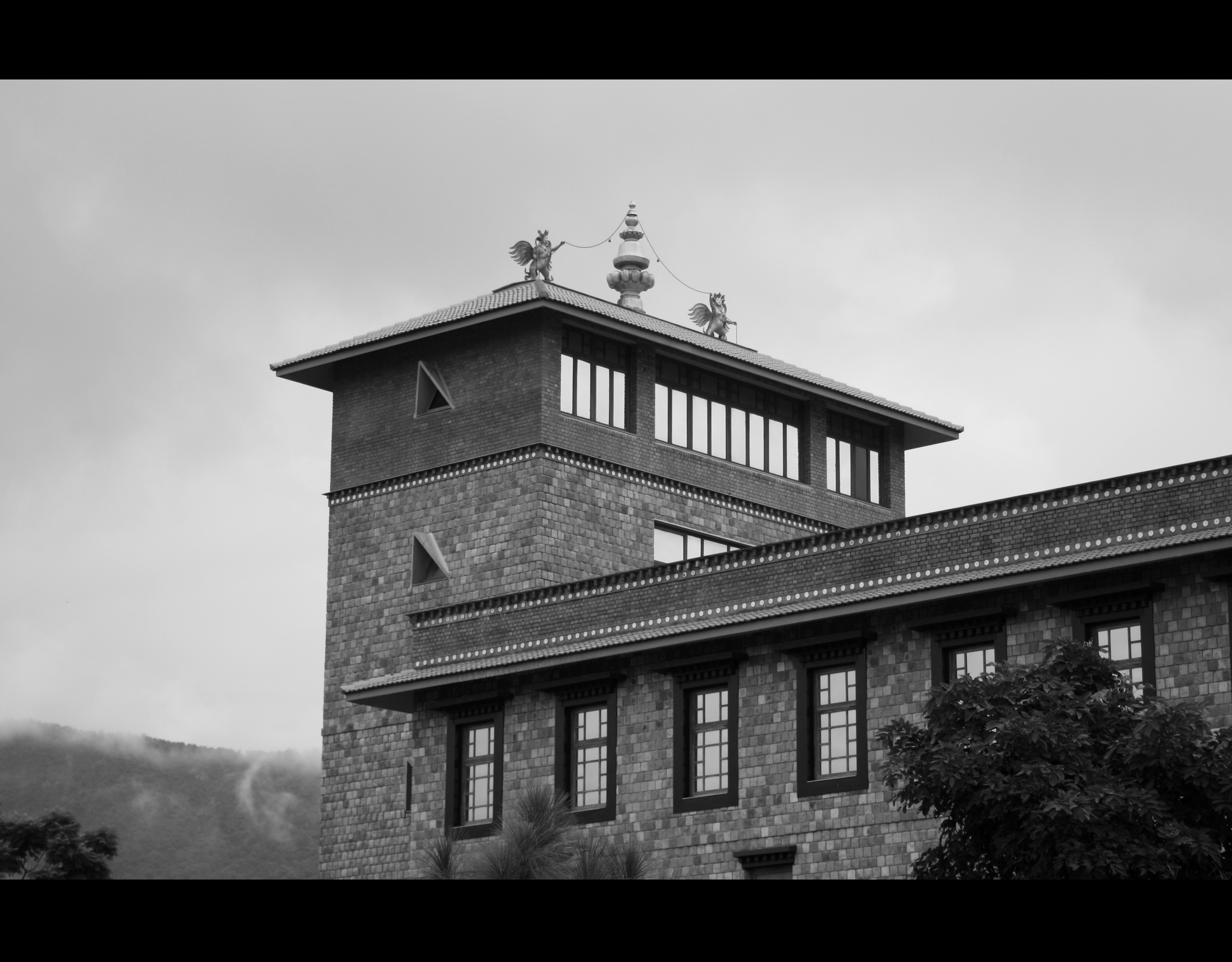
Thư viện Songtsen tại Dehradun, Ấn Độ, lưu trữ và bảo tồn các tư liệu cổ về văn hóa, tôn giáo và lịch sử Tạng và Himalaya.

## Hoạt động văn hóa
Songtsen Gampo đã đưa Thonmi Sambhota tới Ấn Độ để học tập, Sambhota đã dựa trên chữ Phạn để sáng tạo ra chữ Tạng cổ, góp phần tạo nên những tác phẩm văn học, bản dịch, hồ sơ và hiến pháp tiếng Tạng đầu tiên . Sau khi Sambhota trở về từ Ấn Độ, Songtsen Gampo đã dành thời gian ba năm ở trong động cùng Sambhota để học lại tất cả những gì mà Sambhota đã học được từ Ấn Độ.
Songtsen Gampo đã dời thủ phủ của người Tạng từ thung lũng Yarlung tới thung lũng Kyichu, khu vực Lhasa ngày nay. Nơi này ban đầu được gọi là Rasa ("nơi ở của dê") nhưng sau đó được đổi thành Lhasa ("nơi ở của thân") trong ngày khánh thành chùa Jokhang . Bản thân cái tên Lhasa ban đầu cũng chỉ dùng để gọi những khu vực đền chùa.
Ông cũng được xem như là người đã đem đến nhiều cải tiến công nghệ và văn hóa cho người Tạng. Ví dụ như thủ công mỹ nghệ và hệ thống chiêm tinh từ Trung Hoa và Tây Hạ; Pháp giáo và chữ viết từ Ấn Độ; của cải vật chất và báu vật từ Nepal và những vùng đất của người Mông Cổ, cùng với đó là hệ thống luật pháp và quản trị được tham khảo từ người Uyghur tại Hãn quốc Türk phía bắc .